# Souvrství Cedar Mountain

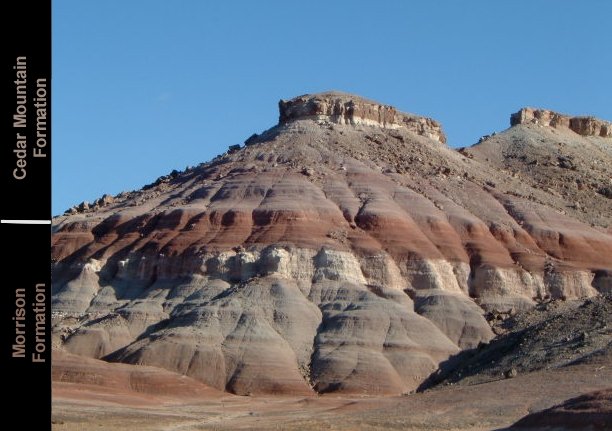
Sedimentární výchozy souvrství Cedar Mountain.

Souvrství Cedar Mountain je geologickou formací na území východního Utahu v USA. Stáří sedimentů této formace má velké rozpětí 140 až 95 milionů let, jedná se tedy o usazeniny prakticky z celého období rané křídy (geologický stupeň berrias až cenoman). Mocnost sedimentů činí místy až přes 1000 metrů, nejběžnější horninou je slepenec, pískovec a jílovec.
Souvrství bylo poprvé definováno v roce 1944 geologem W. L. Stokesem. Velmi početné fosilie dinosaurů byly ze sedimentů tohoto souvrství známé již dlouhou dobu, teprve od 90. let 20. století jsou však systematicky zkoumány paleontology.

## Dinosauří fauna

Dinosauří fauna souvrství Cedar Mountain.

### Ankylosauria
- Animantarx ramaljonesi[5]

- Cedarpelta bilbeyhallorum

- Gastonia burgei (a další druh G. lorriemcwhinneyae)

- Peloroplites cedrimontanus[6]

- Sauropelta sp.[7]

### Neornithischia
- Cedrorestes crichtoni

- Eolambia caroljonesa

- Fona herzogae[8]

- Hippodraco scutodens

- Iani smithi

- Iguanacolossus fortis

- Iguanodon ottingeri (?)

- Planicoxa venenica

- Tenontosaurus tiletti[9]

- Zephyrosaurus schaffi

### Sauropoda
- Abydosaurus mcintoshi

- cf. Astrodon

- Brontomerus mcintoshi

- Cedarosaurus weiskopfae

- Mierasaurus bobyoungi[10]

- Moabosaurus utahensis

- Venenosaurus dicrocei

### Theropoda
- cf. Acrocanthosaurus[11]

- Deinonychus sp.

- Falcarius utahensis

- Geminiraptor suarezarum[12]

- Martharaptor greenriverensis

- Moros intrepidus[13]

- Nedcolbertia justinhofmanni

- cf. Richardoestesia

- Siats meekerorum

- Utahraptor ostrommaysi

- Yurgovuchia doellingi[14]